# Alghu
Alghu o Alqu (+ 1266) fou kan del Kanat de Txagatai (1261-1266). Fou fill de Baidar i net de Txagatai Khan.
El 1260, durant la guerra Civil Toluida, el pretendent a gran kan, Arig Boke el va nomenar com a kan de Txagatai i el va enviar a la zona i el 1261 ja dominava la major part del kanat, havent fugit la regent Orghana amb el seu fill Mubarak Xah cap a Mongòlia. Va dominar també Samarcanda i Bukharà que abans eren dependència del gran kan. El 1262 es va revoltar contra Ariq Boke, i la lluita va ser dura durant els següents dos anys. Alghu va tenir el suport del governador de Transoxiana, Masud Beg, que governava per compte del gran kan, i de l'antiga regent Orghana. La revolta va afectar seriosament a Ariq Boke que va acabar derrotat per Kubilai Khan (1264) a favor del qual s'havia declarat Alghu el 1263. Llavors va atacar Kaidu Khan, les terres del qual feien frontera amb les seves, al·legant de Kaidu havia donat suport a Ariq Boke. Kaidu es va aliar amb Berke, kan de l'Horda Blava, al que va demanar ajut, i Berke li va enviar materials i un exèrcit. Alghu va veure llavors els seus territoris envaïts i fou derrotat per Kaidu en una batalla. Alghu es va reorganitzar i va aconseguir una victòria en una segona batalla i potser hauria aconseguit aprofitar aquesta avantatge, però va morir a finals del 1265 o principis del 1266. Fou enterrat a Almaliq. Orghana, que tenia molta influència al kanat, va proclamar com a successor al seu propi fill Mubarak Shah, al que Alghu havia enderrocat el 1261.